# Deinypena morosa
Deinypena morosa là một loài bướm đêm trong họ Noctuidae.